# DNPフォトイメージングジャパン
株式会社DNPフォトイメージングジャパンは、東京都中野区に本社を置く大日本印刷の写真関連事業子会社である。

## 沿革
- 2005年4月 - 大日本印刷がデジタルフォトプリントシステム及びシステムに関連するサプライ品の販売を担う株式会社DNPプリントラッシュを設立。
- 2006年7月 - コニカミノルタホールディングス株式会社（現・コニカミノルタ）より、写真関連商品の国内販社であるコニカミノルタマーケティング株式会社及び証明写真の関連事業を行うコニカミノルタアイデーイメージング株式会社の2社を大日本印刷が譲受。コニカミノルタマーケティングは株式会社DNPフォトマーケティングに、コニカミノルタアイデーイメージングは株式会社DNPアイディーイメージングにそれぞれ改称する。
- 2008年10月 - DNPアイディーイメージング・DNPフォトマーケティング・DNPプリントラッシュの3社の事業を移管・統合し、株式会社DNPフォトルシオが発足[2]。
- 2014年10月 - DNPフォトルシオがフォトブック事業を手掛ける株式会社DNPドリームページを吸収合併し、株式会社DNPフォトイメージングジャパンが発足[3]。
- 2019年4月1日 - 株式会社AOI Pro.から株式会社ホリーホックの全株式を取得して子会社化し、株式会社DNPホリーホックに商号変更[4]。
- 2020年6月30日 - イオンディライト株式会社の連結子会社であるKJS株式会社（同年3月1日に株式会社カジタクから商号変更、2021年2月28日付でイオンディライトへ吸収合併）の証明写真機事業を新設分割により分社化したKフォトイメージ株式会社の全株式を取得し、子会社化[5]。
- 2021年4月1日 - 子会社のKフォトイメージを吸収合併。
- 2023年2月13日 - グループ内における拠点集約に伴い、本社を新宿区にある「DNP市谷加賀町第3ビル」へ移転。

## 製品・サービス
- 証明写真機『Ki-Re-i（き・れ・い）』『ID VOX』
  - 『ID VOX』はKフォトイメージ株式会社が展開していた証明写真機で、2021年4月の合併により、『Ki-Re-i』とのデュアルブランドとなる。
- セルフプリント機『PrintRush（プリントラッシュ）』
- フォトブック『DreamPages（ドリームページ）』
- 記念写真フォトブース『写Goo!（シャグー）』
- マーケティングフォトブース『sharingbox PRIME』
- 撮影サービス向け画像合成プリント&データ販売システム『PD』
- クラウド型画像販売ソリューション『ImagingMall（イメージングモール）』
- 中判デジタルカメラシステム『PHASE ONE（フェーズワン）』（同社はデンマークのフェーズワン社の日本総代理店である）
- その他（写真額縁・カラーペーパー・処理薬品）

製造・販売を終了した製品
- レンズ付きフィルム『Torikkiri Do Shot』『CENTURIA撮りっきり』
- カラーフィルム『CENTURIA100/200/400』
- インクジェットペーパー